# STEEL
STEEL（スティール）は、日本の音楽ユニットである。レーベルはフォーライフ。

## 概要
俳優活動のほかにバンドを結成するなど音楽活動も行なっていた柏原収史は、ボーカルを探していた時期に放送されていたテレビ東京のオーディション番組『ASAYAN』を毎週見ていた。オーディションに参加していたネスミスが最終的に選ばれなかった際、「ネスミス獲得できないですか?」「あのネスミスとやりたいです」と、直ぐにレコード会社に電話したことで、STEEL結成に至る。

## メンバー
- 柏原収史（1978年12月23日 - ）ギター
- ネスミス（1983年8月1日 - ）ボーカル

## 作品

### シングル
1. BECAUSE...（2001年6月6日）オリコン17位、登場回数5回
  1. BECAUSE... [4:23]（作詞・作曲：柏原収史 / 編曲：D.I.E.、柏原収史） 
    - 日本テレビ系「AX MUSIC-FACTORY」AX POWER PLAY #038

  2. STAY FOREVER [4:07]（作詞・作曲：柏原収史 / 編曲：D.I.E.、柏原収史）
2. What's this feeling?（2001年9月5日）オリコン48位
  1. What's this feeling? [3:59]（作詞：柏原収史 / 作曲・編曲：ABOTTOレオ）
  2. 約束 [4:50]（作詞：ABOTTOレオ / 作曲：柏原収史 / 編曲：D.I.E.、柏原収史）
3. Calling you / HORIZON（2001年12月19日）オリコン98位
  1. Calling you [5:23]（作詞：柏原収史 / 作曲：馬場俊英 / 編曲：BANANA ICE）
    - TBS系「駅伝」挿入歌

  2. HORIZON [4:34]（作詞：馬場俊英 / 作曲：柏原収史 / 編曲：五十嵐宏治、柏原収史）
    - TBS系「駅伝」テーマソング
4. Every night, Every time（2002年5月22日）
  1. Every night, Every time [4:44]（作詞：柏原収史 / 作曲・編曲：生熊朗）
    - MBS・TBS系「ダウンタウン☆セブン」エンディングテーマ

  2. この空の真下で [5:05]（作詞：柏原収史 / 作曲：ABOTTOレオ / 編曲：五十嵐宏治、柏原収史）
  3. Every night, Every time (LESS VOCAL VERSION) [4:44]

### アルバム
1. STEELERS（2002年9月25日）
  1. BECAUSE... (Album Version) [4:49]（作詞・作曲：柏原収史 / 編曲：D.I.E.、柏原収史）
  2. HORIZON [4:34]（作詞：馬場俊英 / 作曲：柏原収史 / 編曲：五十嵐宏治、柏原収史）
  3. Every night, Every time [4:47]（作詞：柏原収史 / 作曲・編曲：生熊朗）
  4. Calling you [5:25]（作詞：柏原収史 / 作曲：馬場俊英 / 編曲：BANANA ICE）
  5. What's this feeling? [3:58]（作詞：柏原収史 / 作曲・編曲：ABOTTOレオ）
  6. Real [4:14]（作詞：ABOTTOレオ / 作曲：柏原収史 / 編曲：D.I.E.、柏原収史）
  7. Every night, Every time -Groove That Soul Mix- [7:37]（作詞：柏原収史 / 作曲：生熊朗）
  8. Every night, Every time -MALAWI ROCKS Mix- [11:11]
  9. （CD EXTRA）「Every night,Every time」MV